# زمین‌لغزش و سیل ۱۳۷۷ ماسوله
زمین‌لغزش و سیل ۱۳۷۷ ماسوله در تاریخ ۹ مرداد ۱۳۷۷ در دره رودخانه ماسوله در استان گیلان روی داد. در این حادثه سیل بر اثر زمین‌لغزش اتفاق افتاد و بر اثر آن ۳۰ نفر کشته ۹۰ نفر مصدوم و ۲۰ نفر مفقود شدند، نیروهای امدادی ۵۰ خودرو را از میان گل و لای ناشی از سیل بیرون کشیدند ، ۷۰ میلیارد تومان برآورد خسارات این سیل انجام شد .